# El dominó azul
El dominó azul es una zarzuela en tres actos, con música de Emilio Arrieta y libreto de Francisco Camprodón. Se estrenó el 19 de febrero de 1853 en el Teatro Circo de Madrid. 

## Personajes
| Personaje                                                  | Tesitura     | Reparto del estreno, 19 de febrero de 1853 |
| ---------------------------------------------------------- | ------------ | ------------------------------------------ |
| Marquesa de San Marín, mujer casada atraída por Hermán     | soprano      | Luisa Santamaría                           |
| Doña Leonor de Haro, dama de la reina, enamorada de Hermán | mezzosoprano | Ángela Moreno                              |
| Hermán, paje del rey                                       | tenor        | José González                              |
| Felipe IV, rey de España                                   | bajo         | Francisco Calvet                           |
| Marqués de San Marín                                       | barítono     | Francisco Salas                            |
| Vizconde del Jalón, noble cortesano                        | tenor cómico | Francisco Calatañazor                      |